# Iimysis atlantica
Iimysis atlantica är en kräftdjursart som först beskrevs av Nouvel 1942.  Iimysis atlantica ingår i släktet Iimysis och familjen Mysidae. Inga underarter finns listade i Catalogue of Life.